# Championnat de France féminin de handball de deuxième division 2010-2011
Navigation
Division 2 2009-2010 Division 2 2011-2012
Le Championnat de France féminin de handball de deuxième division 2010-2011 est la quarantième édition de cette compétition. Le championnat de Division 2 de handball est le deuxième plus haut niveau du championnat de France de ce sport. 
À la fin de la saison, le Noisy-le-Grand handball est champion de France mais n'est pas promu en Division 1 par manque de moyens financiers. Aucun autre club n'est promu à sa place. En bas de classement, le Handball Plan-de-Cuques et le Sun A.L. Bouillargues, retournent en Nationale 1.

## Classement final
|    | Équipe                         | Pts | J  | G  | N | P  | Bp  | Bc  | Diff |
| -- | ------------------------------ | --- | -- | -- | - | -- | --- | --- | ---- |
| 1  | Noisy-le-Grand handball        | 63  | 24 | 19 | 1 | 4  | 652 | 598 | 54   |
| 2  | CA Béglais                     | 61  | 24 | 18 | 1 | 5  | 628 | 550 | 78   |
| 3  | Handball Octeville-sur-Mer     | 56  | 24 | 15 | 2 | 7  | 635 | 545 | 90   |
| 4  | OGC Nice HB (P)                | 54  | 24 | 15 | 0 | 9  | 637 | 569 | 68   |
| 5  | EAL Abbeville (P)              | 53  | 24 | 14 | 1 | 9  | 589 | 587 | 2    |
| 6  | ASUL Vaulx-en-Velin (P)        | 50  | 24 | 12 | 2 | 10 | 650 | 626 | 24   |
| 7  | SC Angoulême (P)               | 47  | 24 | 11 | 1 | 12 | 703 | 703 | 0    |
| 8  | Chambray Touraine Handball (P) | 47  | 24 | 11 | 1 | 12 | 654 | 661 | -7   |
| 9  | Mérignac Handball              | 46  | 24 | 11 | 0 | 13 | 658 | 669 | -11  |
| 10 | Handball Club Celles-sur-Belle | 45  | 24 | 10 | 1 | 13 | 619 | 633 | -14  |
| 11 | SHBC La Motte-Servolex         | 37  | 24 | 5  | 3 | 16 | 582 | 652 | -70  |
| 12 | Handball Plan-de-Cuques        | 33  | 24 | 4  | 1 | 19 | 545 | 633 | -88  |
| 13 | Sun A.L. Bouillargues          | 32  | 24 | 4  | 0 | 20 | 524 | 650 | -126 |

Légende
|     | Promu en Division 1 (aucun)                      |
|     | Relégué en Nationale 1                           |
| (R) | Relégué de Division 1 en début de saison (aucun) |
| (P) | Promu de Nationale 1 en début de saison          |